# Trinomys mirapitanga
Trinomys mirapitanga es una especie de roedor de la familia Echimyidae.

## Distribución geográfica
Se encuentra en Sudamérica: Brasil.